# Colorado Esporte Clube
O Colorado Esporte Clube foi um time de futebol da cidade de Curitiba, no Paraná. Foi muito tradicional no futebol paranaense nos anos 80, e seu apelido era "Boca Negra". Em 1989, o Colorado se fundiu com o Esporte Clube Pinheiros e foi extinto, pra ser fundado o Paraná Clube.
Durante sua existência, o Tricolão disputou um total de 803 jogos, sendo 338 vitórias, 270 empates e 195 derrotas. No total de gols, foram mais de 982 marcados e 677 sofridos até seu último jogo, em 8 de julho de 1989.

## História
Surgiu em 29 de junho de 1971, como resultado da fusão de três times: o Britânia Sport Club (fundado em 1914), o Palestra Itália Futebol Clube (fundado em 1921) e o Clube Atlético Ferroviário (fundado em 1930).
Após várias reuniões com as diretorias destas três agremiações, nasceu o Colorado Esporte Clube.
O clube foi extinto em 19 de dezembro de 1989, quando uniu-se ao Esporte Clube Pinheiros e deu origem ao Paraná Clube.
Tinha como suas cores o vermelho, o preto e o branco e sua alcunha de "boca negra" foi uma herança do Clube Atlético Ferroviário.
Ary Marques foi o jogador que mais vestiu a camisa do clube na história do Colorado EC.

### Última partida
A derradeira partida do Colorado ocorreu na tarde de 8 de julho de 1989. Jogando em seu estádio, o Durival Britto e Silva, o "boca" empatou com o Coritiba em 3 a 3. Luizinho marcou o último gol da história do Colorado (ao fazer o terceiro, com o placar de momento em 3 a 1 para o time da casa) e Roberto Gaúcho (do Coritiba) marcou o último gol sofrido pelo extinto clube da Vila Capanema (o terceiro, que empatou a partida em 3 a 3). Assim foi a última partida do Colorado Esporte Clube.

## Títulos
| ESTADUAIS  | ESTADUAIS             | ESTADUAIS | ESTADUAIS  |
| Competição | Competição            | Títulos   | Temporadas |
| ---------- | --------------------- | --------- | ---------- |
|            | Campeonato Paranaense | 1         | 1980       |

### Campanhas de destaque
| Colorado Esporte Clube | Colorado Esporte Clube | Colorado Esporte Clube           | Colorado Esporte Clube           | Colorado Esporte Clube |
| Torneio                | Campeão                | Vice-campeão                     | Terceiro colocado                | Quarto colocado        |
| ---------------------- | ---------------------- | -------------------------------- | -------------------------------- | ---------------------- |
| Campeonato Paranaense  | 1 (1980)               | 5 (1974, 1975, 1976, 1979, 1982) | 5 (1971, 1972, 1984, 1987, 1988) | 3 (1973, 1977, 1978)   |

### Outras conquistas
- Copa Arizona de Futebol Amador: 1975
- Taça Cidade de Curitiba: 2 vezes (1974 e 1975).
- Pentacampeão metropolitano e bicampeão paranaense de handebol.

## Temporadas

### Participações
| Competição | Competição            | Temporadas | Melhor campanha     | Estreia | Última | P | R |
| Paraná     | Campeonato Paranaense | 18         | Campeão (1980)      | 1972    | 1989   |   | – |
| Brasil     | Campeonato Brasileiro | 5          | 15º colocado (1983) | 1978    | 1983   |   | – |
| Brasil     | Série B               | 1          | 20º colocado (1985) | 1985    | 1985   | – | – |
| Brasil     | Série C               | 1          | 42º colocado (1988) | 1988    | 1988   | – | – |